# Сесто Марелли (станция метро)
«Се́сто Маре́лли» (итал. Sesto Marelli) — станция линии M1 Миланского метрополитена. Подземная станция, располагается на границе Милана — бульвара Монца (viale Monza) и Сесто-Сан-Джованни — бульвара Эрколе Марелли (итал. viale Ercole Marelli) на севере Милана. Это последняя станция на линии, относящаяся к городской тарифной зоне, поскольку она почти полностью расположена в границах Милана.

## История
Станция была открыта в составе первой очереди линии M1 (от станции «Сесто Марелли» до станции «Лотто») 1 ноября 1964 года.
Проектным названием было просто «Марелли».
Станция оставалась конечной на своей линии вплоть до 28 сентября 1964 года, когда линия была продлена на территорию коммуны Сесто-Сан-Джованни до вновь открытой станции Сесто Примо Маджо ФС.

### Происшествие
26 апреля 1982 года станция была подожжена и выгорела, в результате чего была закрыта на 5 месяцев для ремонтных работ.

## Особенности
Устройство станции «Сесто Марелли» подобно устройству почти всех станций первой очереди: подземное расположение с двумя путями — по одному для каждого направления и двумя боковыми платформами. Над станционным залом находится мезонин, в котором расположены входные турникеты и будка для сотрудников станции.

## Пересадки
Со станции «Сесто Марелли» производятся пересадки на миланский наземный транспорт.

## Оснащение
Оснащение станции:
- Аппараты для продажи билетов